# Guerra commerciale
La guerra commerciale è un genere di guerra economica tra nazioni che si manifesta attraverso l’adozione reciproca di misure protezoinistiche con l’obiettivo di favorire l’economia interna a discapito delle importazioni estere. Le guerre commerciali emergono generalmente quando un paese percepisce uno squilibrio nei rapporti di scambio, accusa un partner di concorrenza sleale o cerca di difendere settori industriali strategici. Queste dinamiche spesso portano a un escalation, con dazi, sanzioni, svalutazioni e altri ostacoli che riducono il volume complessivo degli scambi e aumentano le tensioni diplomatiche.
Le guerre commerciali sono strettamente collegate alle politiche protezionistiche, ossia a quell’insieme di strumenti usati per limitare la concorrenza straniera e sostenere i produttori nazoinali. Le misure possono essere applicate per ragioni economiche, come la tutela dell’occupazione, o politiche, come il rafforzamento della sicurezza nazionale o il controllo  su settori sensibili. Adam Smith già nel XVIII secolo definiva queste politiche come “beggar-thy-neighbour”, ossia strategie che migliorano la condizione interna a spese di altre nazioni. Sebbene in certi contesti le misure protezionistiche possano fornire vantaggi di breve termine, nel lungo periodo tendono a danneggiare sia le economie coinvolte sia il sistema commerciale globale.

## Gli strumenti
- Dazi: i dazi sono uno dei mezzi più semplici per cominciare una guerra commerciale. In pratica si mettono tasse sulle cose che arrivano da fuori, così diventano più care e la gente compra locale[1]. Per esempio, gli Stati Uniti hanno messo dazi sui prodotti tecnologici cinesi, e la Cina ha risposto tassando i prodotti agricoli americani[2]. Alla lunga però i prezzi salgono anche per i consumatori e può esserci un danno per tutti[1].
- Valute: un altro modo per fare guerra commerciale è manipolare la valuta del proprio paese[2]. Se una nazione svaluta la sua moneta, le sue esportazioni costano meno e diventano più competitive[2]. Nel 2019, la Cina fu accusata di aver abbassato artificialmente il valore dello yuan per reagire ai dazi USA[2]. Però questa mossa può causare inflazione e incertezza nei mercati[2].
- Altri ostacoli: non ci sono solo dazi o valute. Ci sono anche quote, sussidi statali e regolamenti tecnici che servono a ostacolare le merci straniere[2]. Per esempio, l'Unione Europea dà sussidi agli agricoltori, mentre la Cina mette regole strette su certi prodotti esteri per favorire quelli locali[2]. Anche se sembrano meno aggressivi dei dazi, questi strumenti possono creare tanti problemi lo stesso[2].
- Embarghi: gli embargo sono come uno stop totale: non si può commerciare con un certo paese[2]. Nel 1973, i paesi dell’OPEC hanno bloccato le esportazioni di petrolio agli Stati Uniti, creando una grossa crisi[2]. Più recentemente ci sono state restrizioni sulle esportazioni di tecnologia, come i microchip, che hanno complicato ancora di più i rapporti tra paesi[2].

## Vantaggi e svantaggi
A volte le guerre commerciali servono per difendere i posti di lavoro o proteggere settori importanti per un paese. In certi casi possono dare una spinta all’economia interna o ridurre la dipendenza economica dall’estero. Però quasi sempre finiscono per fare aumentare i costi, ridurre la scelta per i consumatori e far salire le tensioni internazionali. Il commercio diventa un campo di battaglia invece che una occasione di crescita comune.

## Esempi di guerre commerciali

### Le Corn Laws (1815–1846)
Nel Regno Unito, le famose Corn Laws erano delle leggi che mettevano alti dazi sul grano importato, per favorire i proprietari terrieri locali. Ma questo portò a grossi problemi per la gente, che si trovava a dover comprare il pane a prezzi altissimi. Dopo anni di proteste e pressioni, vennero cancellate nel 1846 e da lì si iniziò a parlare più seriamente di libero commercio.

### Tariffa McKinley (1890)
Negli Stati Uniti, la tariffa McKinley alzò moltissimo le tasse sui beni importati per dare una mano all’industria americana. L’effetto fu che i consumatori si trovarono a spendere molto di più e il malcontento crebbe, soprattutto tra i più poveri. Anche se l’intenzione era buona, molti pensarono che fu un boomerang.

### Smoot-Hawley Tariff (1930)
Nel bel mezzo della Grande Depressione, gli USA provarono a salvare la loro economia mettendo dazi su tantissimi prodotti stranieri. Ma questa scelta scatenò una serie di ritorsioni da parte di altri paesi, e il commercio internazionale crollò. Alcuni storici dicono che tutto questo abbia contribuito alla nascita dei regimi totalitari in Europa e alla Seconda guerra mondiale. Una vera catastrofè che partì da una decisione protezionistica.

### Embargo petrolifero arabo (1973)
Nel 1973, i paesi dell’OPEC decisero di tagliare le esportazioni di petrolio verso l’Occidente, in particolare contro gli USA, per via del loro sostegno a Israele. Questo causò un’impennata dei prezzi e gravi problemi energetici, dimostrando che il controllo delle risorse può essere un’arma politica potentissima. Da quel momento, tanti governi iniziarono a parlare di indipendenza energetica.

### Guerra commerciale USA-Cina (dal 2018)
Dal 2018 in poi, le tensioni tra Stati Uniti e Cina hanno portato a un tira-e-molla di dazi doganali su tantissimi prodotti: dai componenti elettronici alla soia. Questo ha cambiato le catene di approvvigionamento globali e peggiorato i rapporti tra le due superpotenze. La cosa non si è fermata lì: nel 2024 e 2025 sono stati introdotti nuovi dazi, anche su veicoli elettrici e semiconduttori, creando ancora più tensione.

### Altre
- Guerra commerciale anglo-irlandese del 1932-1938
- Guerra commerciale tra Repubblica Popolare Cinese e Stati Uniti d'America
- Guerra commerciale tra Giappone e Repubblica di Corea

## Conseguenze
Le guerre commerciali non rimangono mai confinate tra due nazioni. Quando cominciano a volare dazi e contro-dazi, a farne le spese è spesso l’economia globale. I prezzi aumentano, la produzione rallenta, e le aziende devono affrontare costi più alti e incertezza. Anche i consumatori ci rimettono, trovando meno scelta e prodotti più cari. Ci sono anche organizzazioni internazionali che cercano di mettere ordine, come l’Organizzazione Mondiale del Commercio (OMC). Il loro compito è quello di risolvere le dispute e promuovere un commercio equo tra tutti. Però non sempre funzionano come dovrebbero, e a volte si finisce lo stesso in un conflitto economico.

### Reshoring
Una particolare risposta dei privati ad una guerra commerciale è il ritorno delle fabbriche in patria. Questo processo si chiama reshoring. È un po’ l’opposto di quello che succedeva prima, quando tutto veniva delocalizzato nei paesi in via di sviluppo per risparmiare. Adesso invece si vuole produrre vicino casa, per stare più sicuri. Il reshoring è stato accelerato dalle guerre commerciali, dai problemi di logistica durante il COVID-19, e dal fatto che i salari stanno salendo anche nei paesi meno ricchi. Certo, riportare tutto in patria costa, e non è sempre facile trovare manodopera o materie prime, ma molti governi lo vedono come una priorità per la sicurezza nazionale. Sostanziamlente, si tratta di un nuovo equilibrio tra globalizzazione e autosufficienza.